# 荣丁镇
荣丁镇，是中华人民共和国四川省乐山市马边彝族自治县下辖的一个乡镇级行政单位。

## 行政区划
荣丁镇下辖以下地区：
解放街社区、新华村、凤凰村、桐林村、裕坪村、马脑村、新桥村、光荣村和后池村。